# Wierch-Czebuła
Wierch-Czebuła (ros. Верх-Чебула) – osiedle typu miejskiego w Rosji, w obwodzie kemerowskim, ośrodek administracyjny rejonu czebulińskiego. W 2010 liczyło 5060 mieszkańców.